# Византийские логофеты
Логофеты в Византийской империи (др.-греч. οἱ λογοθέται) являлись, по сути, налоговыми агентами, ответственными за сбор налогов и проверку финансовой деятельности различных государственных служб. Они также контролировали выплату жалования служащим и другие расходы.

## История

### Финансовые должности в Римской империи
Известно, что в Древнем Риме существовали финансовые чиновники, известные как лат. rationalis. Более близкими предшественниками логофетов, возможно, были лат. numerarii которые, начиная с правления Константина Великого, являлись финансовыми чиновниками, вмешивавшимися в дела военных и гражданских служб. В IV-V веках аналогичная должность существовала под названием лат. scrinarii — это были чиновники, приставленные к префектуре претория и присматривавшие за делами с финансовой точки зрения. Также, начиная с Диоклетиана, существовали многочисленные лат. procuratores, восходящие к лат. procuratores a rationibus, существовавших при Септимии Севере. Сложно сказать, была ли разница между лат. рrocuratores и лат. rationales. Первоначально они занимались только императорским имуществом и назывались на Востоке комитами, а на Западе лат. rationales aerarii. В Египте оба эти названия соединялись в лат. comes et rationalis summarum Aegypti. лат. Рrocuratores стали государственными чиновниками, часть которых надзирала за государственной казной, другие (лат. rationales rei privatae) за денежными средствами императора. В задачи лат. rationales входил надзор за собственностью императора, конфискация имущества преступников, участие в судебных процессах, касающихся налоговых служб.

### Эволюция должности логофета
Логофеты не упоминаются в Notitia Dignitatum среди других высших финансовых должностей. Однако, рассказывая о событиях конца V века, Иоанн Малала упоминает, что когда Иоанн Пафлагонский покинул свой пост в префектуре претория, его в должности греч. τρακτευτὴς καί λογοθέτης сменил Марий Сириец, ставший затем префектом претория Востока. В эпоху Юстиниана I логофеты, отвечая за сбор налогов, ещё, вероятно, не имели самостоятельного значения. Их должность была не высока и свои обязанности они исполняли в провинциях и в армии. В «Тайной истории» Прокопия Кесарийского рассказывается о логофетах, как об одном из способов, с помощью которых Юстиниан разорял народ и обогащался сам:
Нельзя, конечно, обойти молчанием и того, что он [Юстиниан] совершил по отношению к солдатам, над которыми он поставил наиподлейших из всех людей, приказав им собирать как можно больше денег и из этого источника, причём те были хорошо осведомлены, что двенадцатая часть того, что они добудут, достанется им. Имя же им было дано логофеты. Каждый год они проделывали следующее. По закону солдатское жалованье выплачивается не всем подряд одинаково, но молодым и только что начавшим военную службу плата была меньше, уже испытанным и находящимся в середине солдатских списков — выше. У состарившихся же и собирающихся оставить службу жалованье было еще более высоким с тем, чтобы они впоследствии, живя уже частной жизнью, имели для существования достаточно средств, а когда им случится закончить дни своей жизни, они в качестве утешения смогли бы оставить своим домашним что-то из своих средств. Таким образом Время, постоянно позволяя воинам более низших ступеней восходить на места умерших и оставивших службу, регулировало на основе старшинства получаемое каждым от казны жалованье. Однако так называемые логофеты не позволяли удалять из списков имена умерших, даже если в одно и то же время по разным причинам погибало множество, особенно, как это случалось в ходе многочисленных войн. Кроме того, они подолгу не пополняли солдатские списки, причём делали это часто. В итоге дело обернулось для государства тем, что число солдат на действительной службе становилось все меньше и меньше; для оставшихся в живых солдат — тем, что, оттесняемые давно уже умершими, они оставались в разряде более низком, чем они заслуживали, и получали жалованье меньше того, которое выдавалось бы им в соответствии с полагающимся им разрядом; для логофетов же — тем, что они все это время выделяли Юстиниану долю из солдатских денег.Прокопий Кесарийский, «Тайная история», XXIV, 1-6
Персонального упоминания удостоился логофет Александр, прославившийся тем, что он «стриг» края золотых монет. Значительное внимание логофетам уделено в «De Magistratibus reipublicae Romanae» Иоанна Лида. Вероятно, в этот период логофеты были весьма многочисленны. Феофан Исповедник в своей «Хронографии» под 563 годом упоминает о двух значительных логофетах — Иоанне, одном из тех, кто помог раскрыть заговор аргиропратов, и Андрей, ставший префектом столицы, пострадавший от прасинов.
В VII веке логофеты являлись уже важными чиновниками. Среди жертв тирана Фоки упоминается экс-префект претория, логофет и смотритель дворца Гормизды Константин Лардис. При Ираклии I роль логофетов продолжила повышаться. Пасхальная хроника сообщает, что один из них, патрикий Феодосий, был в послан с посольствам к осадившим Константинополь аварам. В этом веке логофеты стали главными контролёрами общественных расходов, занимая, фактически, министерские посты. Тогда же впервые упоминается должность греч. λογοθέτης τοῦ γενικού.
В клиторологии Филофея упоминаются четыре логофета, занимающих места в четвёртом десятке в иерархии государственных должностей. В XIV веке псевдо-Георгий Кодин называет ещё четыре должности логофетов.
После Четвёртого крестового похода должность логофета была уподоблена должности канцлера.

## Виды логофетов

### Логофет геникона
Должность логофета общественных имуществ или логофета геникона (греч. ὁ λογοθέτης τοῦ γενικοὺ λογιστηρίου или просто греч. ὁ γενικός) унаследовала самые важные черты лат. comes sacrarum largitionum. Её носители отвечали за налоги всех видов, они контролировали сбор и вели их список, фактически являясь министрами финансов. Вероятно, должность впервые появилась во второй половине VI века, однако с уверенностью об этом можно утверждать с начала VII века, насколько можно об этом судить по данным сфрагистики. Первые письменные упоминания о логофетах геникона относятся к правлению Юстиниана II. К VIII веку значение должности настолько выросло, что её носители по рангу были равны патрикиям. В списке должностей X века, клиторологии Филофея, логофеты геникона занимали 33-ю позицию в общем списке должностей и 13-е место в классе секретарей. С течением времени офис логофетов геникона стал одним из важнейших в империи; он насчитывал 12 подразделений.

### Логофет стратиотиков
Логофеты армии или стратиотиков (греч. λογοθέτης τοῦ στρατιωτικού), происходящие от лат. rationalis aerarii militaris, отвечали за армейскую отчётность и выплату жалования солдатам и офицерам. Уже в VI веке, при Юстиниане I, эти агенты были прикомандированы к армии от офиса префекта претория. Также в их обязанности входила постройка крепостей и мостов. Значение должности достигло максимума в X веке, однако после административных реформ Алексея I Комнина, желавшего более строго контролировать управление финансами империи. Тексты XII века не упоминают об армейских логофетах, что, вероятно, означает исчезновение этой должности. Однако она существовала в Никейской империи и при Палеологоах.

### Логофет дрома
Во времена ранней Византийской империи, по свидетельству Прокопия Кесарийского и Иоанна Лида, византийская почта (греч. ὁ δημόσιος δρόμος) находилась в ведении префекта претория. После реформы конца IV века почта отошла в ведение магистра оффиций. В V веке почтами управлял лат. curiosus cursus publici. Впервые в доступных нам документах логофет дрома (греч. λογοθέτης τοῦ δρόμου) упоминается в VIII веке. Помимо организации и финансирования собственно почтовой деятельности, обязанности логофетов дрома распространялись на также финансовую сторону приёма и отправки посольств.

### Логофет стад
Логофет стад (греч. ὁ λογοθέτης τῶν ἀγελῶν) унаследовал свои обязанности от лат. praepositus gregum et stabulorum из Notitia Dignitatum, включавшие в себя управление огромными пастбищами в Малой Азии. В период военных действий, логофеты стад снабжали армию лошадями и мулами. С течением времени, как и у других должностей, значение логофетов стад менялось, а к XIV веку, когда малоазийские территории были в основном утрачены, она стала скорее церемониальной.

### Логофет секретона
Логофет секретона (греч. ὁ λογοθέτης τῶν σεκρέτων) впервые появляется в хрисовуле 1081 года Алексея I Комнина. Его авторитет распространялся не только на финансовые вопросы, но и на гражданское управление в целом. Слово греч. σεκρέτων, заимствованное из латыни, обозначало императорский совет в ранний период истории Византийской империи, однако к XI веку оно обозначало административную канцелярию, контролирующую экономическую, финансовую, судебную и налоговую деятельность империи. В этом смысле этот термин используется в книге «О церемониях». По мнению некоторых исследователей, эта должность была эквивалентна должности сакеллария.

### Логофет коронного имущества
Логофеты коронного имущества являлись преемниками греч. κόμης τῶν πριβάτων или лат. comes rerum privatarum, в IV-VI веках управлявших имуществом византийской короны, а также наследственным имуществом отдельных императоров. В этот период общественное (государственное) имущество (лат. aerarium) отделялось от частного (коронного) имущества (лат. fiscus) с точки зрения администрирования и учёта. Первый управлялся лат. comes sacrarum largitionum, второй лат. comes rerum privatarum. В разные периоды времени разница между этими видами собственности была различна. Слово, обозначавшее коронное имущество, постепенно изменилось на греч. εἰδικά, а затем на греч. ἰδικά. С XIII века стал употребляться титул греч. ἐπὶ τῶν οἰκειακῶν, с XIV века не имевший практического значения.

### Великий логофет
Одно из первых упоминаний о существовании должности великого логофета содержится в тексте псевдо-Георгия Кодина, упомянувшего, что Андроник II Палеолог возвысил своего фаворита Феодора Метохита. Также Андроник II поднял это звание в табели о рангах с 12 на 9 место. В XIV веке великий логофет отвечал за переписку императора с главами иностранных государств. При Палеологах великий логофет был главой византийской дипломатии, исполняя, фактически, обязанности премьер министра и советника по всем основным вопросам.
Одним из последних великих логофетов был историк Георгий Сфрандзи.